# Mir (družbeno stanje)
Mir opisuje družbo ali razmerje, ki operira harmonično in brez nasilnega konflikta. Pojem je napogosteje razumljen kot odsotnost sovražnosti, kot obstoj zdravih oz. ozdravljenih medsebojnih ali mednarnodnih odnosov, varnost v socialnem in ekonomskem smislu, poštenost v političnih razmerjih. Mir se najpogosteje definira kot obdobje brez vojn. Druge definicije vključujejo stanja, v katerih ni prepirov, spokojnost, harmonijo, notranje zadovoljstvo, vedrino, itd., ker se pomen besede mir spreminja glede na kontekst.